# Speed Metal Symphony
Speed Metal Symphony – pierwszy studyjny album grupy muzycznej Cacophony. Wydany został w 1987 roku przez Shrapnel Records. Nagrania zostały zarejestrowane na przełomie maja i czerwca 1987 roku w Prairie Sun Recording Studios w Cotati w stanie Kalifornia w USA. W 2011 roku na płycie niemieckiego zespołu Obscura pt. Omnivium ukazała się interpretacja utworu "Concerto".

## Lista utworów
Opracowano na podstawie materiału źródłowego.
1. "Savage" (Friedman) - 5:50
2. "Where My Fortune Lies" (Friedman, Becker) - 4:33
3. "The Ninja" (Friedman) - 7:25
4. "Concerto" (Friedman, Becker) - 4:37
5. "Burn the Ground" (Friedman, Becker) - 6:51
6. "Desert Island" (Friedman) - 6:25
7. "Speed Metal Symphony" (Friedman, Becker) - 9:37

## Muzycy
Opracowano na podstawie materiału źródłowego.
| - Peter Marino - wokal prowadzący - Marty Friedman - gitara, gitara basowa, produkcja - Jason Becker - gitara, gitara basowa - Atma Anur - perkusja, instrumenty perkusyjne - Dino Alden - asystent inżyniera dźwięku |  | - Steve Fontano - inżynieria dźwięku - George Horn - mastering - Laurie Sato - logo - Mike Varney - producent wykonawczy |